# Parnassiini
I Parnassiini Duponchel, 1835, sono una delle tre tribù di lepidotteri appartenenti alla sottofamiglia Parnassiinae.

## Tassonomia
Questo taxon comprende 2 generi, suddivisi in 50 specie:
- Genere Hypermnestra Ménétriés, 1846
- Genere Parnassius Latreille, 1804

## Distribuzione e habitat
La tribù ha una distribuzione definita olartica: la stragrande maggioranza delle specie si trova in Eurasia (distribuzione paleartica), ma alcune si spingono anche in America del Nord (Regione neartica).